# Arturo Osio (politico)
Arturo Osio (Bellano, 23 ottobre 1932) è un politico italiano.

## Biografia
È stato uno dei fondatori del WWF in Italia. 
Nel 1995 è divenuto Presidente della Regione Lazio con il sostegno di un'ampia alleanza, allora considerata inedita, tra Partito Democratico della Sinistra e Partito Popolare Italiano.